# Sun City (Zuid-Afrika)

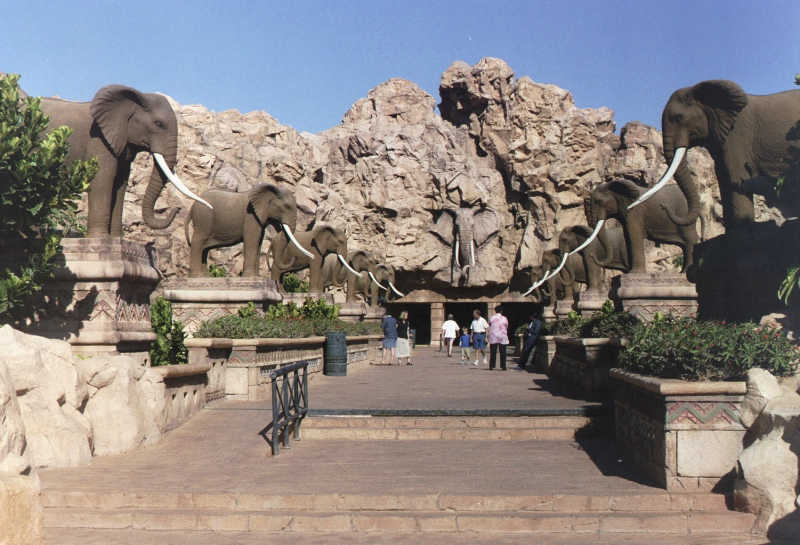
The Bridge of Time tegenover het Entertainment Centre

Sun City is een luxe casino en resort gelegen in de Zuid-Afrikaanse provincie Noordwest. Het resort ligt op 2 uur rijden van Johannesburg, nabij de stad Rustenburg. Sun City grenst aan het Nationaal park Pilanesberg.

## Geschiedenis
Sun City werd ontworpen door hotelmagnaat Sol Kerzner als onderdeel van zijn hotelketen Sun International. De officiële opening vond plaats op 7 december 1979. Sun City was destijds nog gevestigd in de bantoestan van Bophuthatswana.
Omdat Bophuthatswana tijdens de apartheid was uitgeroepen tot onafhankelijke staat, had Sun City de mogelijkheid om entertainment als gokken en revueshows te organiseren. Dit was in Zuid-Afrika zelf namelijk verboden. Dit gecombineerd met de gunstige ligging ten opzichte van de steden Pretoria en Johannesburg zorgden ervoor dat Sun City al snel een populaire vakantiebestemming werd. Veel beroemdheden verbleven er, waaronder Kiri Te Kanawa, Elaine Paige, Frank Sinatra, Queen, Elton John, Sarah Brightman, Julio Iglesias, The O'Jays, Boney M., Black Sabbath, Rod Stewart, Tina Turner, Dionne Warwick, Laura Branigan en Thomas Anders (bekend van Modern Talking). Sun City werd tevens het centrum voor enkele belangrijke bokswedstrijden uit de jaren 70 en 80. In 1994, 2000 en 2010 werd in Sun City de wedstrijd Sterkste Man van de Wereld gehouden.
In 1985 maakte gitarist Steven Van Zandt van de E Street Band Sun City tot de focus van zijn gelegenheidsband Artists United Against Apartheid. Hij en 48 andere artiesten namen samen het lied "Sun City" op, waarin zij aangaven nooit in het resort op te zullen treden. Tijdens de apartheid was immers alleen de blanke elite welkom in Sun City.

## Complex
Sun City omvat vier hotels:
- Sun City Hotel;
- Cascades Hotel;
- The Cabanas;
- The Palace of the Lost City.

Andere faciliteiten zijn:
- "The Sun City Vacation Club"
- 2 golfbanen: de Lost City Golf Course en de Gary Player Country Club. Beide zijn ontworpen door Gary Player.
- Verschillende concerten en evenementen, zoals Miss South Africa